# Pristavica (Šentjernej, Slovenija)
Pristavica je naselje u slovenskoj Općini Šentjerneju. Pristavica se nalazi u pokrajini Dolenjskoj i statističkoj regiji Donjoposavskoj regiji. 

## Stanovništvo
Prema popisu stanovništva iz 2002. godine naselje je imalo 38 stanovnika.